# Evlalija Barcelonska
Evlalija Barcelonska, devica, mučenka in svetnica, * okrog 290 Barcina (Hispania,  Rimsko cesarstvo;  (sedaj: Barcelona, Španija);  † okrog 303, Barcelona, Španija.

## Življenjepis
Sveta Evlalija je bila trinajstletna deklica, ki je pretrpela mučeništvo pod cesarjem Dioklecijanom okrog leta 303 v kraju Barcina, rimska provinca Hispania,  Rimsko cesarstvo;  sedaj: Barcelona, Španija, kjer častijo njene relikvije v barcelonski stolnici.